# Haus an der Uferstraße

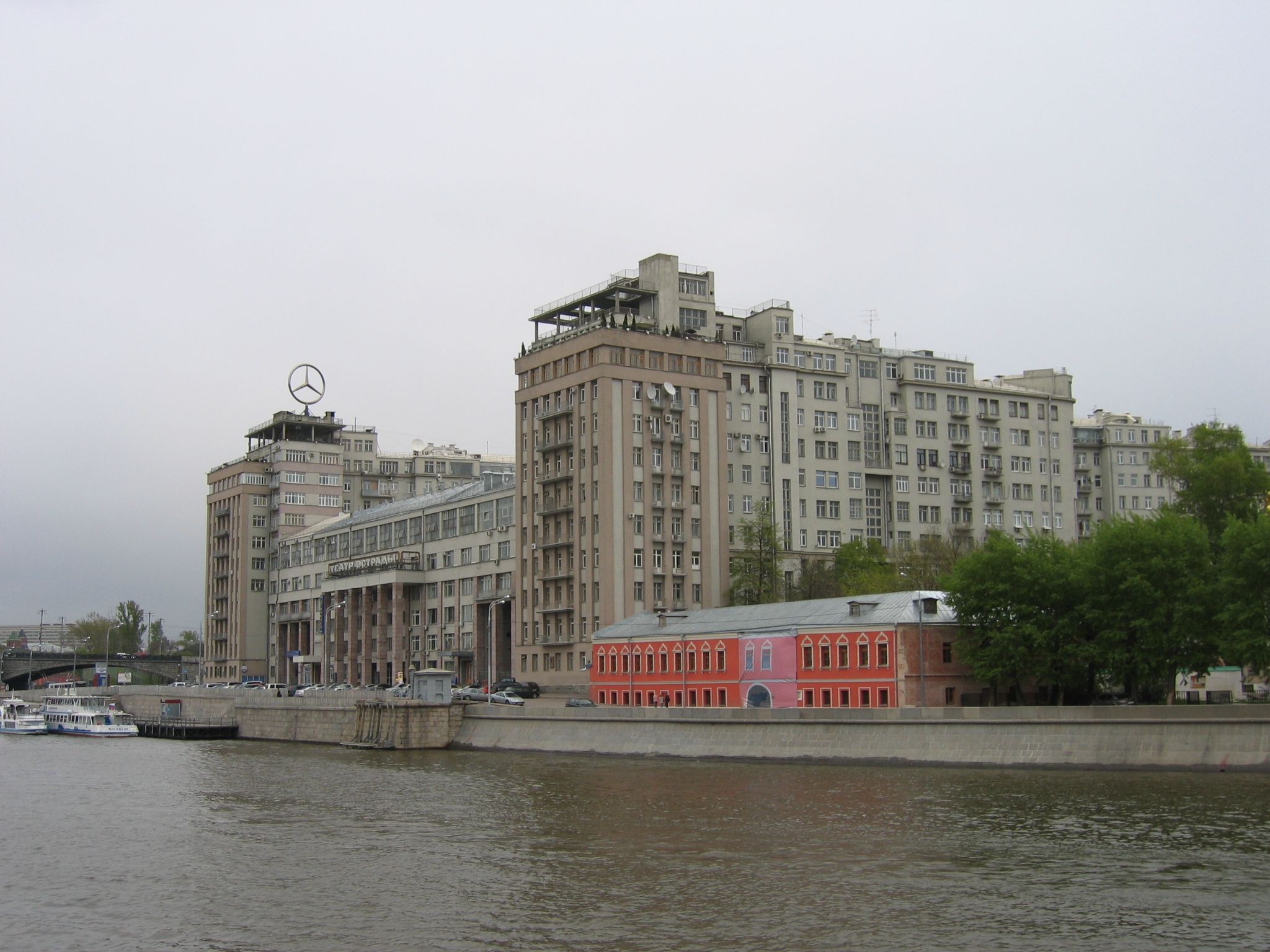
Das Haus an der Uferstraße, 2007

Das Haus an der Uferstraße oder Haus am Kai (russisch Дом на набережной / Dom na nabereschnoi) ist eine inoffizielle, aber weit verbreitete Bezeichnung für ein Wohngebäude in Moskau direkt am Ufer des Flusses Moskwa, an der Bersenewskaja-Uferstraße Nr. 20, schräg gegenüber dem Kreml. Dem Zweck des Bauwerks entsprechend lautete dessen offizieller Name ursprünglich Haus der Regierung (Дом правительства / Dom prawitelstwa).

## Beschreibung

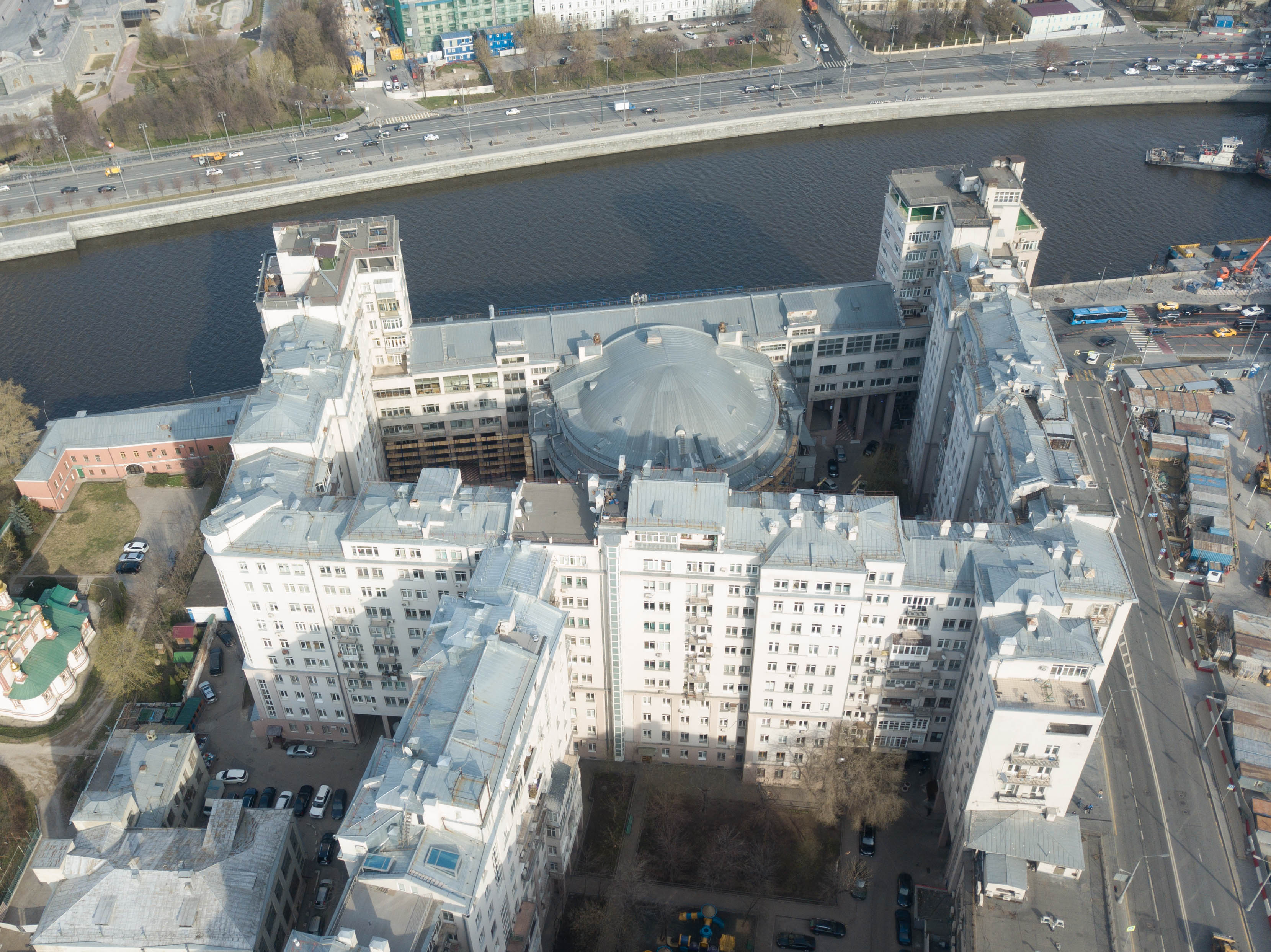
Luftbild, 2021

Das Gebäude wurde in den Jahren 1928–1931 auf einer Fläche von rund drei Hektar errichtet. Es steht auf der künstlichen Insel zwischen der Moskwa und dem Wasserumleitungskanal nahe dem historischen Stadtviertel Samoskworetschje, neben der Bolschoi-Kamenni-Brücke, die am anderen Ufer direkt neben den Kremlmauern endet.
Es wurde nach dem Entwurf von Boris Iofan gebaut, einem berühmten Architekten der Stalin-Ära, der in Moskau für zahlreiche Bauten jener Zeit sowie für das nie realisierte Projekt des Palastes der Sowjets (der übrigens direkt gegenüber dem Haus an der Uferstraße am gegenüberliegenden Moskwa-Ufer stehen sollte) bekannt wurde. Das Haus gilt als ein Beispiel für den sogenannten russischen Konstruktivismus. Das monumentale, mit seiner von Grau dominierten Fassade recht düster anmutende Gebäude bot den Regierungsmitgliedern und hochrangigen Parteifunktionären, für die es gebaut wurde, einen für die damalige Zeit außerordentlich hohen Wohnkomfort, insbesondere im Vergleich zu der damals in großen Städten der Sowjetunion vorherrschenden extremen Wohnungsnot. Während sich die einfache Stadtbevölkerung fast ausschließlich mit mehrfach belegten Zimmern in heruntergekommenen Altbauten begnügen musste, erhielten die Bewohner des neuen Hauses an der Uferstraße geräumige Mehrzimmerappartements mit fünf Meter hohen Zimmern, Telefonanschluss, Gasherd und Zentralheizung sowie etlichen nur den Hausbewohnern zugänglichen Gemeinschaftseinrichtungen wie Sporthalle, Tennisplatz, Kindergarten, Bibliothek und Wäscherei. Bis zur Fertigstellung des Hauses wurden die Mitglieder des Staatsapparats vorwiegend im Kreml selbst sowie in einigen Hotels der Stadt untergebracht.
Während des Großen Terrors von Mitte bis Ende der 1930er Jahre wurden rund 250 Hausbewohner, die unter verschiedenen Vorwänden als „Hochverräter“ und „Volksfeinde“ eingestuft wurden, verhaftet und die meisten davon hingerichtet, darunter Walentin Trifonow. Den angsterfüllten Alltag der Hausbewohner beschrieb sein Sohn Juri Trifonow in seinem 1976 erschienenen Roman Das Haus an der Uferstraße (in Deutschland auch bekannt als Das Haus an der Moskwa). Gerade dieses Buch Trifonows war es, das dem Haus seinen bis heute gängigen Namen „Haus an der Uferstraße“ beschert hat.
Im Oscar-prämierten Spielfilm von 1994 Die Sonne, die uns täuscht ist das Haus an der Uferstraße Schauplatz der ersten und der letzten Szene.
Heutzutage dient das Gebäude nach wie vor als Wohnhaus, wenngleich es längst nicht mehr zu den luxuriösesten Wohnquartieren Moskaus zählt. Nichtsdestoweniger sind die Wohnungen vor allem aufgrund der zentralen Lage und der Repräsentativität des Hauses begehrt und daher sehr teuer. Im Gebäude ist seit 1989 auch ein Museum untergebracht, in dem sich Besucher mit der Geschichte des Hauses bekannt machen können. Das Museum wird von Juri Trifonows Witwe Olga Trifonowa geleitet.

## Bekannte Bewohner (Auswahl)
- Alexander Alexandrow, Komponist
- Anna Allilujewa, Stalins Schwägerin und Witwe Redens
- Swetlana Allilujewa, Stalin-Tochter
- Jan Bersin, Geheimdienstfunktionär
- Nikita Chruschtschow, Politiker
- Boris Iofan, Architekt
- Nikolai Petrowitsch Kamanin, Leiter der sowjetischen Kosmonautenausbildung
- Artjom Mikojan, Flugzeugkonstrukteur
- Georgi Schukow, Armeemarschall
- Jelena Stassowa, Revolutionärin und Politikerin
- Michail Tuchatschewski, Armeemarschall
- Wanda Wasilewska, polnisch-sowjetische Politikerin und Schriftstellerin
- Michail Wodopjanow, Polarflieger

## Zitat
„In diesem Haus habe ich einmal gewohnt. Nein, dieses Haus ist längst gestorben und verschwunden, ich habe in einem anderen gewohnt, aber in diesen gewaltigen dunkelgrauen Betonmauern, die wie eine Festung sind. Das Haus überragte die zweigeschossigen Häuser, kleinen Villen, Kirchen, Glockentürme, alten Fabriken, Uferstraßen mit Granitbrüstung, und an beiden Seiten floss die Moskwa vorbei. Es stand auf einer Insel, war wie ein schwerfälliges, aberwitziges Schiff ohne Masten, Schornsteine und Steuerrad, ein riesiger Kasten, eine mit Menschen vollgestopfte Arche, bereit, davonzuschwimmen. Wohin? Niemand wusste das, niemand hatte eine Ahnung. Den Leuten, die auf der Straße an den Mauern vorbeigingen, in denen Hunderte von winzigen Zitadellenfenstern leuchteten, erschien das Haus unerschütterlich und ewig wie ein Feld: nach dreißig Jahren hat sich das Dunkelgrau der Mauern nicht verändert.“